# Comité Olímpico de Israel

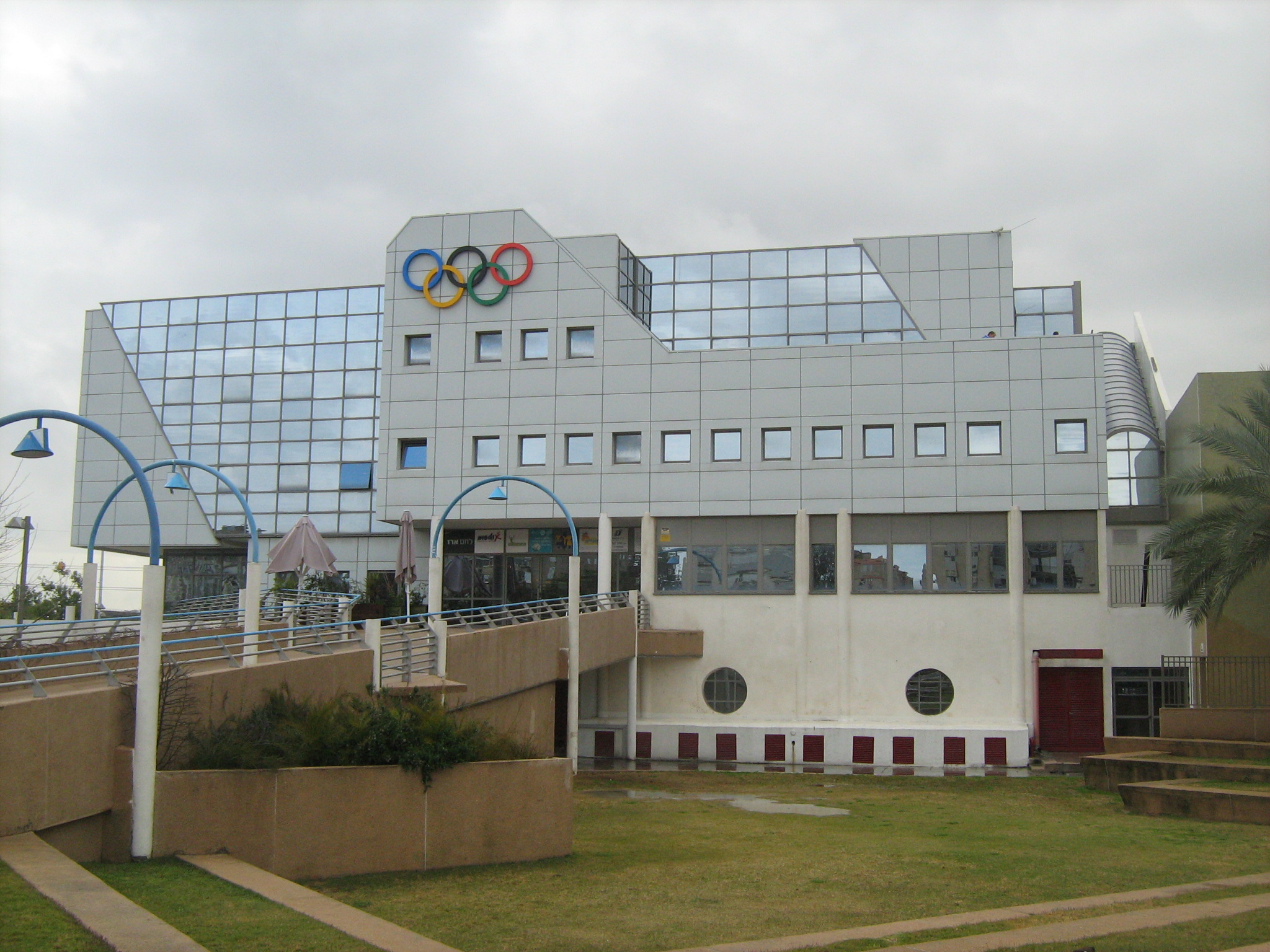

Bandera de Israel.

El Comité Olímpico de Israel (en hebreo: הוועד האולימפי בישראל‎) es una institución jurídica de derecho privado sin fines de lucro, constituida a conformidad de las normas olímpicas, y sujetas a las leyes del Israel y a sus estatutos, encargado de coordinar las actividades a nivel olímpico del país (Comité Olímpico Nacional).

## Historia
El Comité Olímpico de Israel tiene como fecha de fundación el año 1933, cuando el Comité Olímpico de Eretz Israel fue fundado en el Mandato Británico de Palestina y posteriormente reconocido por el Comité Olímpico Internacional como el Comité Olímpico Nacional de Palestina. En la práctica, estaba controlado por la organización deportiva Maccabi y solamente coordinaba las actividades deportivas de la comunidad judía, la cual era una minoría en el territorio en aquellos días.
Después del establecimiento del Estado de Israel en 1948, el Comité Olímpico de Israel fue reorganizado en el año 1951, bajo el liderazgo compartido de las dos mayores organizaciones deportivas del país, Maccabi y Hapoel. En 1952 el Comité Olímpico de Israel fue reconocido por el Comité Olímpico Internacional, justo a tiempo para Israel poder debutar como participante en los Juegos Olímpicos de Helsinki. El Comité Olímpico de Israel ha enviado delegaciones a todos los Juegos Olímpicos desde entonces, con la excepción de los Juegos Olímpicos de Moscú, donde hizo parte del boicot de los países occidentales debido a la invasión soviética en Afganistán. El Comité Olímpico de Israel debutó en los Juegos Olímpicos de Invierno en el año 1994, y desde entonces ha sido un participante regular de los juegos de invierno.
Entre los años 1954 y 1974, Israel participó de los Juegos Asiáticos, pero la presión política de los países árabes provocó la expulsión de Israel del Comité Olímpico de Asia en 1981. Comenzando la década de 1990, Israel fue admitida en las organizaciones deportivas europeas y se convirtió en miembro pleno de los Comités Olímpicos Europeos en 1994. Desde 1995, Israel participa de los Festivales Olímpicos de la Juventud Europea, celebrados bianualmente, y ha participado de los Juegos Europeos desde su primera edición en 2015, celebrados cada 4 años.